# エッチェッレンツァ
エッチェッレンツァ（Eccellenza）は、イタリアのサッカーリーグで上から5番目のリーグ（第5部リーグ）に当たる。なお、アマチュアリーグとしてはセリエDに次いで上から2番目のリーグであり、州単位のリーグとしては国内最高峰のリーグである（セリエDまでは全国リーグ）。
1991-1992シーズンに創設され、2021-2022シーズン現在、全36のグループ（girone）からなる。

## 構成
19の州にエッチェッレンツァが存在し、各州のエッチェッレンツァに1～3のグループが存在する。それらをすべて合わせて全36のグループから成るエッチェッレンツァが構成されている。なお、2019-2020シーズンまでは長らく28のグループから成っていた。

## 昇格
セリエD（第4部リーグ）へは毎シーズン36クラブが昇格する。
- 各グループの1位クラブ（ただし一部のグループでは例外あり）（全28クラブ）
- 全国プレーオフ（play-off nazionali）の勝者（全7クラブ）
- コッパ・イタリア・ディレッタンティ優勝クラブ（1クラブ）

### 各グループの1位クラブ
2019-2020シーズンまでは長らく28のグループから成っていたため、全てのグループにおいて1位クラブはセリエDへ自動昇格することとなっていた。しかし、2020-2021シーズンからはグループ数の増加に伴い、以下の州において例外が存在している。
- カンパニア州、エミリア＝ロマーニャ州、ラツィオ州、トスカーナ州：3グループ（girone A ~ girone C）の各1位クラブのうち2クラブのみセリエD自動昇格、残り1クラブは全国プレーオフへ
- リグーリア州、プッリャ州：2グループ（girone A および girone B）の各1位クラブのうち1クラブのみセリエD自動昇格、残り1クラブは全国プレーオフへ

これらの州では、1グループあたりのクラブ数が10クラブから16クラブと、同じグループ数を持つ他の州のそれと比較して少ないため、このような措置が取られた。

### 全国プレーオフ（play-off nazionali）
各グループの昇格次点クラブ（2位クラブ、或いはグループによっては全国プレーオフ出場決定戦の勝者）がホーム・アンド・アウェー方式のトーナメントを行う。ホーム・アンド・アウェー2戦合計のスコアが同じ場合はアウェーゴールの多い方のクラブが勝ち抜けとなり、アウェーゴール数も同じ場合は延長戦、それでも決まらなければPK戦が行われる。全国プレーオフへは28クラブが出場し、2回勝ち抜いた計7クラブがセリエD昇格となる。

#### 全国プレーオフ出場クラブ
全国プレーオフが開始された1993-94シーズン当時、全国プレーオフに出場するいわゆる「昇格次点クラブ」は各グループの2位クラブと決められていたが、昇格争いを盛り上げる観点等から現在では多くの州で「全国プレーオフ出場決定戦」が採用されている。全国プレーオフ出場決定戦への出場クラブ数は州によって異なるが、たとえ全国プレーオフ出場決定戦出場権獲得圏内でレギュラーシーズンを終了した場合でも、さらに上位のクラブに10以上の勝点差をつけられている場合、そのクラブは全国プレーオフ出場決定戦への出場権を失う、という規定を導入している州も存在する。なお、以下の州において例外が存在する。
- カンパニア州、エミリア＝ロマーニャ州、ラツィオ州、トスカーナ州：全国プレーオフ出場枠は州全体で2枠。3グループ（girone A ~ girone C）の各1位クラブのうち全国プレーオフへ廻されたクラブが存在するため、各グループの1位クラブ以外で全国プレーオフへ出場できるクラブは残り1クラブのみである。
- リグーリア州、プッリャ州：全国プレーオフ出場枠は州全体で1枠。2グループ（girone A および girone B）の各1位クラブのうち全国プレーオフへ廻されたクラブが存在するため、原則各グループの1位クラブ以外で全国プレーオフへ出場できるクラブは存在しない。

### コッパ・イタリア・ディレッタンティ優勝クラブに与えられるセリエD昇格枠
コッパ・イタリア・ディレッタンティ優勝クラブはセリエDに昇格できる規定だが、いくらかの例外が存在する。
- コッパ・イタリア・ディレッタンティ優勝クラブがレギュラーシーズンでセリエD昇格を決定させた場合、コッパ・イタリア・ディレッタンティ準優勝クラブにセリエD昇格枠を与える
- コッパ・イタリア・ディレッタンティ決勝進出を果たした2クラブが共にレギュラーシーズンでセリエD昇格を決定させた場合、コッパ・イタリア・ディレッタンティ準決勝敗退クラブ間で行われる3位決定戦の勝者にセリエD昇格枠を与える
- コッパ・イタリア・ディレッタンティベスト4進出クラブのうち3クラブがレギュラーシーズンでセリエD昇格を決定させた場合、残りの1クラブはコッパ・イタリア・ディレッタンティで3位決定戦に敗れたとしてもセリエD昇格権を得る
- コッパ・イタリア・ディレッタンティベスト4進出クラブが4クラブともレギュラーシーズンでセリエD昇格を決定させた場合、コッパ・イタリア・ディレッタンティ優勝クラブに与えられるセリエD昇格枠は無くなる
- コッパ・イタリア・ディレッタンティ優勝クラブが降格の条件に当てはまる場合、そのクラブはプロモツィオーネ（Promozione、第6部リーグ）降格となり、コッパ・イタリア・ディレッタンティ優勝クラブに与えられるセリエD昇格枠は上記の条件に沿って別のクラブに与えられる

なお、コッパ・イタリア・ディレッタンティにはエッチェッレンツァのクラブだけでなくプロモツィオーネのクラブも参加するが、プロモツィオーネ所属クラブは規定によりコッパ・イタリア・ディレッタンティの全国ラウンドに進出できないこととなっている（仮に無敗で勝ち進んでも）。そのため、プロモツィオーネのクラブにセリエD昇格枠が与えられることは無く、よって飛び級制度は存在しない。

## 降格
プロモツィオーネ（Promozione、第6部リーグ）降格のレギュレーションは、1グループあたりのクラブ数などを考慮するため州単位で異なるが、各グループの最下位でレギュラーシーズンを終えたクラブはほぼ例外なく降格となる。最下位のクラブのみならず下から2番目のクラブから順にさらに数クラブが降格する場合や、州によっては下位クラブ同士で降格プレイアウトを行い、その敗者が降格する場合もある。
なお、降格プレイアウトを導入する州では、たとえ降格プレイアウト出場圏内でレギュラーシーズンを終了した場合でも、さらに下位のクラブより勝点10以上上回っていればプレイアウト出場を免れる、という救済規定を導入している州も存在する。